# SIG Pro
SIG Pro(시그 프로)는 시그 자우어(SIG-Sauer) 최초의 폴리머 프레임 권총이다.

## 사용 국가
- 말레이시아 - 2007년에 말레이시아 경찰과 말레이시아 군이 특수부대에 지급할 목적으로 SP 2022와 SPC 2022를 구입하였다.
- 미국 - SIG Pro를 마약단속국(DEA)이 사용하며, 2004년에 미 육군 전차차량사령부(TACOM)가 SP 2022 5천 정을 구입하였다.
- 스위스 - SIG Pro를 스위스 헌병이 사용한다(제식명 Pistole 03).
- 콜롬비아 - 콜롬비아 경찰은 SP 2009 수천 정을 구입하였으며, 이후 SP 2022 55,890정을 구입하였다.
- 포르투갈 - SP 2022를 포르투갈 공화국 국가경비대(Republican National Guard)와 공공치안경찰(Public Security Police)이 사용한다.
- 프랑스 - 2003년에 프랑스 국가헌병대와 국가경찰, 세관당국이 기존의 PAMAS 권총(베레타 92의 라이선스 생산품) 등을 대체하기 위해 9mm 구경의 SP 2022를 채택하였다. 제2차 세계대전 이후 최대의 단일 주문으로 총 25만 정 이상이 납품되었다.